# Gilbert Beith
Gilbert Beith (* 1827; † 5. Juli 1904) war ein schottischer Politiker der Liberal Party.

## Leben
Beith wurde als Sohn des Geistlichen Alexander Beith geboren. Er war Teilhaber des Unternehmens Beith, Stevenson, & Co., ein Handelsunternehmen mit Niederlassungen in Glasgow und Manchester. Des Weiteren gehörte Beith dem Direktorium der Glasgower Handelskammer an.

## Politischer Werdegang
Erstmals trat Beith bei den Unterhauswahlen 1885 zu Wahlen auf nationaler Ebene an. Er kandidierte im neugeschaffenen Wahlkreis Glasgow Central gegen den Unionisten John Baird. Am Wahltag erhielt Beith 55 % der Stimmen und erhielt folglich das Mandat für das britische Unterhaus. Bei den folgenden Unterhauswahlen 1886 büßte er rund 12 % seiner Stimmen gegen Baird ein und schied zunächst aus dem Unterhaus aus. Zu den nächsten Unterhauswahlen 1892 bewarb sich Beith um das Mandat des Wahlkreises Inverness Burghs. Dort setzte er sich mit einer Differenz von nur 53 Stimmen gegen den Liberalen Unionisten Robert Finlay durch, welcher das Mandat seit 1885 hielt. Nach Beendigung der Wahlperiode im Jahre 1895 trat Beith nicht mehr an und schied aus dem House of Commons aus.